# Академік (Варна)
«Академік» (болг. ФК Академик) — колишній болгарський футбольний клуб з Варни, який існував у 1949—1969 роках. Основні кольори команди — світло-сині футболки та сині шорти. Проводив свої матчі на стадіоні «Колодрума».

## Історія
Клуб був заснований у 1949 році як команда Варненського університету. У 1951 році вийшов до Групи Б, другого дивізіону країни, де набрав рівну кількість очок з «Червено знаме» (Софія) та «Спартаком» (Пловдив) і лише завдяки кращій різниці м'ячів «Академік» їх обігнав, посівши четверте місце, та увійшов до Групи А.
Тренером команди в цей період був Христо Минковський. Команда проводила свої матчі на стадіоні у кварталі Васил Левський поруч із вулицею Студентською. Хоча клуб закінчив дебютний сезон на 10 місці і випередив 5 команд, «Академік» вилетів, оскільки склад Групи А скоротився з 15 до 14 команд, в результаті чого аж 6 команд вилетіли.
Надалі до 1956 року «Академік» грав у Північно-східній групі Б, з якої теж потім вилетів. У 1957 році він був об'єднаний з іншим місцевим клубом «Черно море». Згодом він був відновлений на кілька років, але в 1969 році був остаточно об'єднаний з «Черно море» під назвою ФСФД «Черно море» (Варна).

## Найкращі результати
- 10 місце в Групі А: 1953
- 1/16 фіналу Кубка Болгарії: 1953
- 4 місце у Групі Б 1952 року та у Північно-східній групі Б 1954 року .

## Відомі футболісти
- Стефан Вилчев
- Бончо Бонев
- Михаїл Желябов
- Євгеній Пашов
- Ілія Апостолов
- Кирил Бенов
- Атанас Конаков
- Володимир Антонов